# توماس غانغمي
توماس غانغمي (بالإنجليزية: Thomas Gangemi)‏ هو سياسي أمريكي، ولد في 29 يوليو 1903 في إيطاليا، وتوفي في 1 ديسمبر 1976 في جيرسي سيتي في الولايات المتحدة. حزبياً، نشط في الحزب الديمقراطي.